# Condado de Quitman (Mississippi)
O Condado de Quitman é um dos 82 condados do estado norte-americano do Mississippi. A sua sede de condado é Marks, e a sua maior cidade é Lambert.
O condado tem uma área de 1052 km² (dos quais 5 km² estão cobertos por água), uma população de 10 117 habitantes, e uma densidade populacional de 10 hab/km² (segundo o censo nacional de 2000). O condado foi fundado em 1877 e o seu nome é uma homenagem a John A. Quitman (1798-1858), Governador do Mississippi de 1835 a 1836 e de 1850 a 1851.